# 旧額田郡公会堂及物産陳列所
旧額田郡公会堂及物産陳列所（きゅうぬかたぐんこうかいどうおよびぶっさんちんれつじょ）は愛知県岡崎市にある西洋館で、重要文化財に指定されている。1969年（昭和44年）から2014年（平成26年）までは岡崎市郷土館として使用されていた。岡崎市せきれいホールに隣接している。

## 概要
本建物を活用した岡崎市郷土館は1969年（昭和44年）1月14日に開館した。岡崎市と周辺地域の資料が収集・展示されていた。郷土館は、1913年（大正2年）に、額田郡公会堂並びに額田郡物産陳列所として建てられたものを、それぞれ本館及び収蔵庫として使用していた。これら2棟の建物は、「我が国における最初期の郡立の公会堂・物産陳列所建築で、両者が一組で現存する数少ない例として貴重。また、地方における西洋建築の様式的・技術的修得過程の達成度を示す建築遺構としても意義が認められる」として、1999年（平成11年）12月1日に国の重要文化財に指定された。
設計者は元鳥取県工手で仁風閣を設計した片山東熊に師事し後に愛知県営繕課技手となった吉田榮蔵である。旧公会堂は1913年（大正2年）竣工時には「額田郡公会堂」で、1916年（大正5年）岡崎市が誕生すると、「岡崎市公会堂」になった。
2010年（平成22年）4月1日には老朽化していた建物の耐震補強工事を行うためとして閉館した。規模を縮小して重要文化財建造物についての展示がかつての看守人室（文化財未指定）で行われていたが、2014年（平成26年）4月1日をもって、完全閉館となった。
岡崎市教育委員会は保存に手を尽くしてはいたが、文化財をとりまく環境の変化に伴って保存活用計画の策定を行い、保存活用を進めている。岡崎市教育委員会は岡崎市旧本多忠次邸や旧愛知県第二尋常中学校講堂などの登録有形文化財、旧本宿村役場（文化財未指定）も保有管理しているが、景観的及び観光資源としても特に重要な本件については積極的な保存活用を目指している。
コロナ禍以降の社会的状況の変化から、当初予定の予算額よりも倍以上の予算が必要とされるが、国（文化庁・国土交通省）の補助金を活用し、その他にも民間委託の導入も視野に入れて計画を進めている。　
ホール、カフェやレストランなど市民に親しまれる施設としての活用を目指しており、先行事例として善通寺偕行社がある。
善通寺偕行社は岡崎市出身の土屋光春陸軍大将との縁も深く、過去の運用形態等も本件と類似している。

## 沿革
| 1913年（大正02年）12月     | 額田郡公会堂及び額田郡物産陳列所として建設。                                     |
| 1916年（大正05年）7月1日   | 岡崎市市制施行により、岡崎市公会堂及び岡崎物産陳列所となる。                     |
| 1969年（昭和44年）1月14日  | 岡崎市郷土館として開館。                                                         |
| 1996年（平成８年）４月１日 | 市長部局（社会部）へ移管される。                                                 |
| 1999年（平成11年）12月1日  | 額田郡公会堂と額田郡物産陳列所が、国の重要文化財に指定される。                   |
| 2000年（平成12年）4月      | 補修工事が完成。1913年建築時のピンク色の外壁を再現した。工事費は1,470万円。      |
| 2010年（平成22年）4月1日   | 老朽化していた重要文化財建造物の耐震補強工事と改修を行うため郷土館としては閉館。 |
| 2012年（平成24年）         | 管理が岡崎市教育委員会に再び移管される。                                         |
| 2014年（平成26年）4月1日   | 完全閉館。                                                                       |
| 2018年（平成30年）3月      | 旧額田郡公会堂及物産陳列所保存活用計画策定                                       |

## 建築

### 本館（旧額田郡公会堂）
木造平屋建て、桟瓦葺きである。建築面積は532.6m2。設計は元鳥取県工手でその後に愛知県営繕課技手になった吉田榮蔵。会堂棟、通用玄関棟、便所棟からなる。講堂（のちの展示室）北側面に廊下を沿わせ、廊下の北側中央に玄関を設け両側面には貴賓室（のちの研究室）及び控え室（のちの研究室）がある。講堂は講演等にも使えるように設計されており、格納式の演壇を収納している。また、本件の見所としては、本館正面の櫛形と左右の三角ペディメントに施されたレリーフがあり、講堂正面のものとともに左官の仕事の見事さを窺い知ることができる。
講堂内部の壁は漆喰塗りである。天井周りは漆喰の蛇腹が巡り、天井は洋風格天井である。

### 収蔵庫（旧額田郡物産陳列所）
木造平屋建て、桟瓦葺きである。建築面積は175.8m2。内部は広間一室のみ。収蔵庫として使用される前は岡崎市朝日体育場として使われていた。四つ葉のクローバ型の花窓が印象的である。公会堂とはモチーフが全く異なるのも興味深い。

### 門柱（附）
旧額田郡公会堂及物産陳列所の正門として創建時に建てられている。創建時には灯具が設置されており、現在でもその痕跡を確認することができる。

### 看守人室（未指定）
木造平屋建て、桟瓦葺きである。旧物産陳列所の「附属看守人室」として建築され、拝み部分等の装飾は同一意匠で揃えてある。内部は和様の居住空間となっており、床の間や縁側が備えられている。

### ギャラリー
- 岡崎市郷土館（旧額田郡公会堂、2006年5月）
- 公会堂の中央玄関（2006年5月）
- 公会堂の中央玄関（別角度）（2022年10月）
- 公会堂の講堂
- 岡崎市郷土館の展示物（岡崎城下町の図）
- 公会堂内の廊下
- 収蔵庫（旧額田郡物産陳列所、2006年5月）
- 収蔵庫（別角度）（旧額田郡物産陳列所、2022年10月）
- 収蔵庫（東側上部）（旧額田郡物産陳列所、2022年10月）

## 岡崎市郷土館の主要収蔵品
- 志賀コレクション - 志賀重昂が収集した文物の一部。
- 矢作川河床遺跡出土品
- 装飾須恵器 - 岩津一号墳出土品。

など、現在は岡崎市美術博物館に保管されており、見学等は不可。

## 所在地
- 愛知県岡崎市朝日町3丁目36番地

## 交通アクセス
公共交通機関
- 名鉄名古屋本線 東岡崎駅から徒歩で約15分。

自家用車
- 東名高速道路 岡崎インターチェンジから国道1号で名古屋方面へ車で約5分。